# Џунгла (филм из 2017)
Џунгла (енгл. Jungle) аустралијски је биографски и драмски филм из 2017. године, који се темељи на истинитој причи о путовању израелског авантуристе Јосија Гинсберга у Амазонију 1981. године. Редитељ филма је Грег Маклин, а сценариста Џастин Монџо. Главне улоге глуме Данијел Радклиф, Алекс Расел, Томас Кречман, Јасмин Касим, Џоел Џексон и Јацек Коман. Umbrella Entertainment је објавио филм у Аустралији 9. новембра 2017. године.

## Радња
Да би остварио свој план и дошао до Амазона, Јоси Гинсберг је стигао у Ла Паз, престоницу Боливије. Тамо случајно упознаје необичног аустријског авантуристу, Карла, који му прича о Амазону, тамошњим неоткривеним племенима, чак и сакривеном злату. Пошто га увери да добро познаје прашуму, Карл позива Јосија, да му се придружи у новој експедицији у Амазону. Одушевљен, Јоси одлучује да крене и наговара своја два пријатеља да му се придруже. Узбудљива авантура се претвара у опасну и смртоносну, када прашума покаже своју дивљу природу, а њени истраживачи схвате да водич Карл није онакав каквим се представио. Раздвојени, сваки од пријатеља ће морати да се бори за голи живот.

## Улоге
| Глумац          | Улога          |
| --------------- | -------------- |
| Данијел Радклиф | Јоси Гинсберг  |
| Алекс Расел     | Кевин Гејл     |
| Томас Кречман   | Карл Рупректер |
| Јасмин Касим    | Кина           |
| Џоел Џексон     | Маркус Стам    |
| Јацек Коман     | Мони Гинсберг  |
| Лили Саливан    | Ејми           |
| Енџи Миликен    | Стела          |
| Џои Вијера      | Црни Џек       |
| Парис Молети    | Боливијанац    |
| Луис Хосе Лопез | Тико           |